# Фултонская речь Уинстона Черчилля
Фултонская речь (англ. Sinews of Peace) была произнесена 5 марта 1946 года Уинстоном Черчиллем в Вестминстерском колледже в Фултоне, штат Миссури, США; в СССР считалась сигналом для начала холодной войны. В момент произнесения речи Черчилль не был, вопреки распространённому заблуждению, премьер-министром Великобритании; после поражения консервативной партии на выборах 5 июля 1945 года он являлся лидером оппозиции; в США находился не с официальным визитом, а как частное лицо, на правах отдыхающего.

## Исторический контекст
Международная обстановка после Второй мировой войны и смерти Ф. Д. Рузвельта была запутанной и неопределённой. Формально антигитлеровская коалиция сохраняла своё существование. На практике же обнаруживались всё более углублявшиеся противоречия между СССР и его западными партнёрами. Сталин претендовал на первенствующую роль, постоянно подчёркивая, что как главный победитель фашизма и главный потерпевший от него СССР имеет больше прав в решении вопросов послевоенного устройства, особенно в Европе и Азии. Шло активное расширение коммунистического влияния в странах Восточной Европы и Юго-Восточной Азии, а также рост влияния коммунистов в Западной Европе. В Греции шла гражданская война между коммунистами и антикоммунистическими силами. СССР предъявил территориальные претензии к Турции и затягивал вывод войск из Ирана. Когда Черчилль произносил свою речь, кризис достиг высшего накала, и президент Трумэн даже грозился применить ядерное оружие. В штабе генерала Эйзенхауэра был даже подготовлен план «Тоталити» — первый из американских планов войны с СССР (в Англии эти разработки начались по инициативе Черчилля ещё весной 1945 года — см. Операция «Немыслимое»).
В то же время на Западе в широких массах, а также в либеральных и социалистически настроенных кругах сохранялась уверенность, что дружественные и союзнические отношения с СССР, сложившиеся во время войны, можно будет сохранять и дальше. Претензии СССР в этих кругах рассматривали как законную заботу о собственной безопасности, а также необходимость компенсации за страдания и жертвы, понесённые советскими людьми во время войны.
Черчилль, изначально бывший последовательным антикоммунистом, относился к этим тенденциям с большим недовольством. Он понимал, что Великобритания, бывшая до войны главной европейской державой, больше таковой не является. Страны Западной Европы, разорённые войной и сами находящиеся под сильным коммунистическим влиянием, не смогут эффективно противостоять экспансии СССР. Остановить Советский Союз могли только США, наименее пострадавшие от войны и обладавшие в то время монополией на ядерное оружие. Неспроста свою первую внешнеполитическую речь в качестве лидера оппозиции в ноябре 1945 года Черчилль посвятил «важным проблемам наших отношений с Соединёнными Штатами».

## Предыстория речи

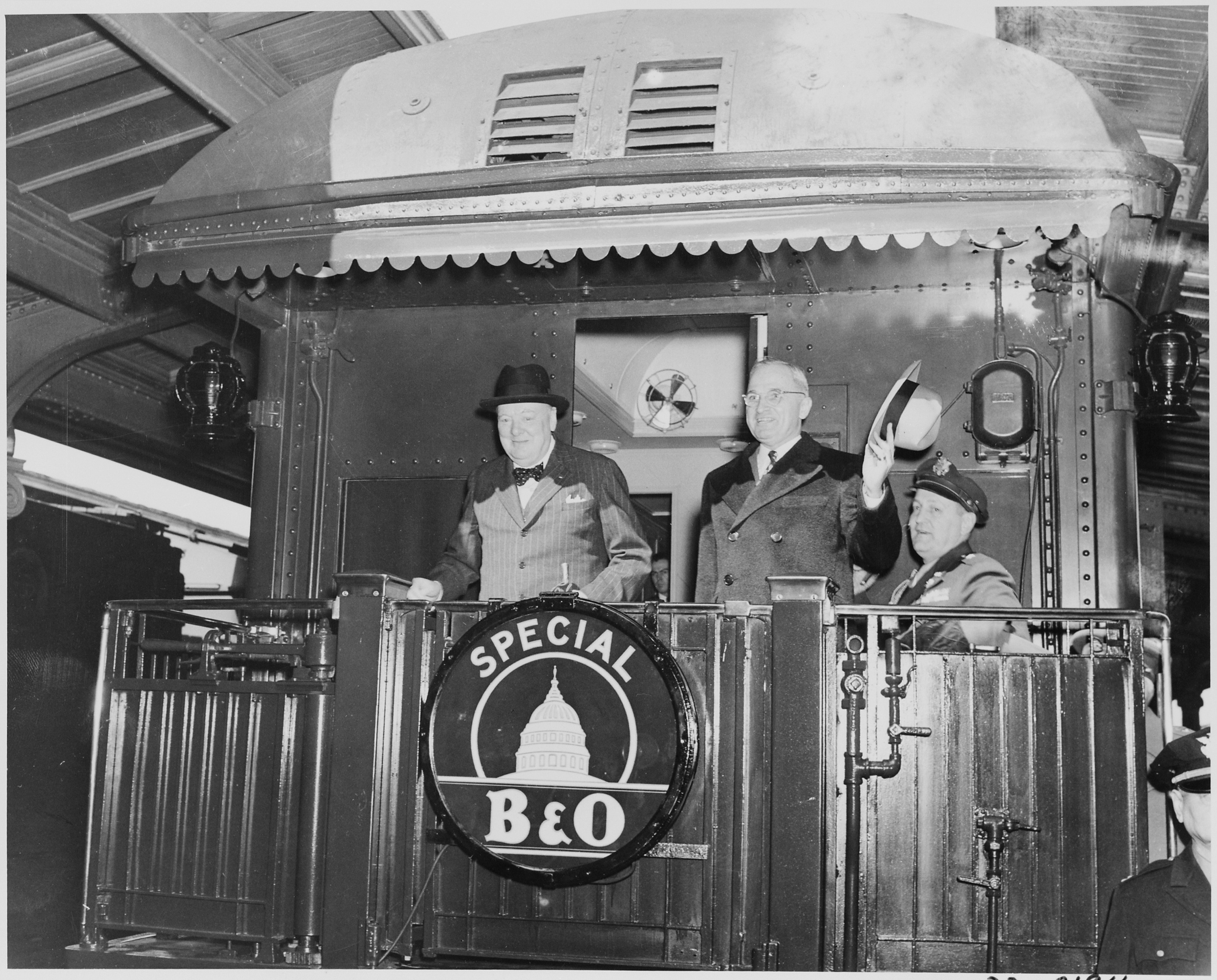
Черчилль и Трумэн отправляются в Фултон

Основные тезисы, изложенные в речи, Черчилль вынашивал с 1943 года. Как пишет в книге «Ялта-1945. Начертания нового мира» Н. А. Нарочницкая, ещё до Крымской конференции Сталину положили на стол основные разработки послевоенных планов Черчилля. Зиму 1945—1946 года Черчилль, по советам врачей, проводил в США. Ещё в декабре он в принципе принял приглашение Вестминстерского колледжа прочитать лекцию о «международных отношениях». Фултон был родиной президента Трумэна и предметом его патриотических чувств. Черчилль выставил условие, что Трумэн должен сопровождать его в Фултон и присутствовать при речи.
4 марта Черчилль и Трумэн сели в специальный поезд и 5 марта прибыли в Фултон, где Черчиллю была устроена триумфальная встреча. В поезде Черчилль окончательно дописал и отредактировал текст своей речи, занимавший 50 листов небольшого формата. Текст он передал Трумэну, который назвал речь «превосходной»: по его выражению, «хотя она и вызовет суматоху, но приведёт только к положительным результатам». При этом официально Трумэн никак не выразил отношения к мыслям и призывам Черчилля: Черчилль как частное лицо имел большую свободу действий, Трумэн же оставлял за собой возможность в случае чего откреститься от содержания речи, приписав её частному мнению Черчилля. В этом смысле Фултонская речь носила отчётливо провокационный характер, будучи рассчитана на зондирование и возбуждение общественного мнения.

## Название
В названии речи Черчилля обыгрывается английский фразеологизм «sinews of war», означающий средства для ведения войны (буквально «сухожилия войны»), в котором слово «война» заменено на слово «мир». Первоначальным же вариантом названия был «Мир во всём мире» (англ. World peace). Так, 14 февраля Черчилль написал Макклуеру:

Я боюсь, что ещё не пришёл к окончательному заключению по поводу названия речи, но думаю, что возможно это будет «Мир во всём мире» (World peace).

## Содержание
В начале Фултонской речи Черчилль констатировал, что отныне «Соединённые Штаты находятся на вершине мировой силы». «Это — торжественный момент американской демократии», но и крайне ответственное положение. Противостоят им два главных врага — «война и тирания». Объединённые Нации не смогли защитить мир, и поэтому было бы «преступным безумием» поделиться с ними секретом ядерной бомбы, которым пока владеют США, Англия и Канада. Чтобы стать реальным гарантом мира, Объединённые Нации должны иметь собственные вооруженные силы — в первую очередь, воздушные — сформированные на международной основе. «Я, — сказал Черчилль, — хотел видеть эту идею реализованной после первой мировой войны и считаю, что это нужно осуществить немедленно».
Далее Черчилль сказал:

Мы не можем закрыть глаза на то, что свободы, которые имеют граждане в США, в Британской империи, не существуют в значительном числе стран, некоторые из которых очень сильны. В этих странах контроль над простыми людьми навязан сверху через разного рода полицейские правительства до такой степени, что это противоречит всем принципам демократии. Единственным инструментом, способным в данный исторический момент предотвратить войну и оказать сопротивление тирании, является «братская ассоциация англоговорящих народов». Это означает особые отношения между Британским содружеством и Империей и Соединёнными Штатами Америки.

Во второй части речи Черчилль перешёл к анализу ситуации в Европе и Азии. Он открыто назвал Советский Союз причиной «международных трудностей»:

Тень упала на сцену, ещё недавно освещённую победой Альянса. Никто не знает, что Советская Россия и её международная коммунистическая организация намерены делать в ближайшем будущем и есть ли какие-то границы их экспансии. Я очень уважаю и восхищаюсь доблестными русскими людьми и моим военным товарищем маршалом Сталиным… Мы понимаем, что России нужно обезопасить свои западные границы и ликвидировать все возможности германской агрессии. Мы приглашаем Россию с полным правом занять место среди ведущих наций мира. Более того, мы приветствуем или приветствовали бы постоянные, частые, растущие контакты между русскими людьми и нашими людьми на обеих сторонах Атлантики. Тем не менее моя обязанность, и я уверен, что и вы этого хотите, изложить факты так, как я их вижу сам.

Как Черчилль видел эти факты, он изложил в основном абзаце речи:

От Штеттина на Балтике до Триеста на Адриатике, через весь континент, был опущен «железный занавес». За этой линией располагаются все столицы древних государств Центральной и Восточной Европы: Варшава, Берлин, Прага, Вена, Будапешт, Белград, Бухарест и София, все эти знаменитые города с населением вокруг них находятся в том, что я должен назвать советской сферой, и все они, в той или иной форме, объекты не только советского влияния, но и очень высокого, а в некоторых случаях и растущего контроля со стороны Москвы… Коммунистические партии, которые были очень маленькими во всех этих восточноевропейских государствах, были выращены до положения и силы, значительно превосходящих их численность, и они стараются достичь во всём тоталитарного контроля.

Опасность коммунизма, заявил Черчилль, растёт везде, «за исключением Британского содружества и Соединённых Штатов, где коммунизм ещё в младенчестве». Он сказал, что «в большом числе стран, далёких от границ России, во всём мире созданы коммунистические „пятые колонны“, которые работают в полном единстве и абсолютном послушании в выполнении директив, получаемых из коммунистического центра».
Вспоминая конец первой мировой войны, Черчилль напомнил, что в те дни были уверенность и большие надежды, что время войн навсегда прошло. Но сейчас он не чувствует такой уверенности и таких надежд. Однако, сказал Черчилль, «я отвергаю идею, что новая война неотвратима… Я не верю, что Советская Россия жаждет войны. Она жаждет плодов войны и неограниченного расширения своей власти и идеологии». И далее: «Из того, что я видел во время войны в наших русских друзьях и соратниках, я заключаю, что ничем они не восхищаются больше, чем силой, и ничего они не уважают меньше, чем слабость, особенно военную слабость. Поэтому старая доктрина баланса сил ныне неосновательна».
Черчилль подчеркнул:

Никогда не было в истории войны, которую было бы легче предотвратить своевременным действием, чем ту, которая только что опустошила огромную область на планете. Такой ошибки повторить нельзя. А для этого нужно под эгидой Объединённых Наций и на основе военной силы англоязычного содружества найти взаимопонимание с Россией. Тогда главная дорога в будущее будет ясной не только для нас, но для всех, не только в наше время, но и в следующем столетии.

Хотя впоследствии эта речь Черчилля часто упоминалась под другим названием — «Железный занавес», собственно абзац о «железном занавесе» Черчилль не включил в предварительно розданный прессе текст. Стенографисты и репортёры, не ожидавшие, что он отойдёт от текста, почти упустили этот исторический абзац. Только после окончания церемонии они восстановили его как могли из того, что каждый из них успел записать. Поскольку техника того времени не позволяла сразу сделать качественную аудиозапись выступления, текст речи был окончательно уточнён лишь после восстановления тембра голосов Черчилля и Трумэна и очистки записи от посторонних шумов специально привлечённой компанией «Аудио-Скрипшн» из Нью-Йорка.
В предварительно напечатанном и розданном тексте речи отсутствовал также и абзац, в котором Черчилль упоминает необходимость создания нового союза в Европе («…безопасность в мире требует нового союза в Европе, из которого ни одна нация не может быть постоянно исключена»). Эта мысль в более развёрнутом виде была раскрыта в выступлении Черчилля в сентябре 1946 года в Цюрихе и формулировала идею Европейского Союза и призывала к формированию организации, получившей позднее название Совета Европы, а в 1949 году сам Черчилль принял участие в первой её ассамблее.

## Последствия и оценки современников

Советская карикатура Бориса Ефимова, изображающая Черчилля во время произнесения Фултонской речи

Иосиф Сталин практически сразу был проинформирован о речи бывшего союзника по антигитлеровской коалиции. Тассовские шифровки и перевод легли на стол к Сталину и Молотову уже на следующий день. Пару дней с характерной для него осторожностью Сталин ожидал реакции за рубежом. Затем последовала статья академика, трижды лауреата Сталинской премии первой степени Евгения Тарле с историческим обзором внешней политики Великобритании и статья в «Известиях» «Черчилль бряцает оружием». Обо всех перипетиях вокруг речи Черчилля подробно пишет профессор МГИМО историк В. Печатнов в журнале «Источник» № 1 (32) за 1998 год. В СССР текст речи не переводился полностью, но был подробно пересказан в сообщении ТАСС от 11 марта 1946 года.
14 марта Сталин в интервью «Правде» внимательно дозировал соотношение предупреждения об угрозе возможной войны и призывал к сдержанности, но однозначно поставил Черчилля в один ряд с Гитлером и заявил, что в своей речи тот призвал Запад к войне с СССР, а также обвинил его в расизме:

Следует отметить, что господин Черчилль и его друзья поразительно напоминают в этом отношении Гитлера и его друзей. Гитлер начал дело развязывания войны с того, что провозгласил расовую теорию, объявив, что только люди, говорящие на немецком языке, представляют полноценную нацию. Господин Черчилль начинает дело развязывания войны тоже с расовой теории, утверждая, что только нации, говорящие на английском языке, являются полноценными нациями, призванными вершить судьбы всего мира. Немецкая расовая теория привела Гитлера и его друзей к тому выводу, что немцы как единственно полноценная нация должны господствовать над другими нациями. Английская расовая теория приводит господина Черчилля и его друзей к тому выводу, что нации, говорящие на английском языке, как единственно полноценные должны господствовать над остальными нациями мира.
— Сталин, И. В. Ответ корреспонденту «Правды» // Правда. — 1946. — 14 марта.
Обвинения Черчилля в «англо-саксонском» расизме стали общим местом в советской пропаганде второй половины 1940-х — начала 1950-х годов; их использовали даже лингвисты-марристы в проработочной кампании конца 1940-х годов, обратив их против советских языковедов, занимавшихся английским языком.
Для всего мира эта мартовская неделя стала началом «холодной войны». Писатель Михаил Пришвин так оценил речь Черчилля и ответ Сталина на неё в своих дневниковых записях:

В голове кружится речь Черчилля и ответ Сталина: Черчилль выступает как человек со всеми знакомыми нам человеческими личными свойствами. В словах Сталина вовсе нет личного человека и тоже сверхчеловека с истерическим петушиным подпрыгиванием и выкрикиванием. Сталин говорит безлично, как механический робот. И если Черчилль сказал как ему «хочется», то Сталин говорит как «надо». Будет война или нет? По словам вождей открытых и смелых, кажется, нет: слишком всё открыто. По фактам, особенно в Греции, война уже началась.
…
Всё зависит пока от США, но не пойдёт же Америка на войну с СССР из-за Англии, и мы не полезем на бомбу. Пока [неясно], что там будет в дальнейшем, сейчас всё ограничивается дуэлью Черчилля с каким-нибудь Тарле и последующим из этого открытого спора расширением нашего политического кругозора.
14 марта 1946 года немецкий генерал-лейтенант Эрих Макс Ройтер (он тогда находился в советском плену) обратился к советским властям со следующим:

… прошу в случае необходимости использовать меня на службе Советского Союза против Англии — старого врага Германии
42-летний Ройтер вспомнил, что в Первую мировую войну он, будучи учеником, вместе с другими детьми повторял каждый день хором лозунг «Боже, покарай Англию». Ройтер рассказал, что из-за налета английской авиации потерял квартиру в Берлине и едва не лишился семьи. Ройтер отметил, что Черчилль «хочет теперь навязать Советскому Союзу войну так же, как это ему, к сожалению, удалось дважды сделать с Германией».

## Оценки историков
Российский исследователь Николай Злобин отмечает «прозорливость и политический инстинкт Черчилля», выразившиеся в этой речи. По его мнению, «его [Черчилля] предвидение на следующие 40 лет структуры и характера международных отношений в целом и советско-американских в частности подтвердилось полностью».